# Divisionsturneringen
Første gang Divisionsforeningen arrangerede en turnering for divisionsklubberne var i 1973. Turneringen med navnet Divisionsturneringen var en træningsturnering med deltagelse af klubberne fra 1. division og 2. division.
 Turneringen var den første fodboldturnering i Danmark, hvor klubberne kunne vinde pengepræmier. Vinderne af de indledende puljer vandt 10.000 kroner. Vinderen af turneringen vandt 50.000 kroner. Turneringen blev afviklet med indledende gruppespil i marts og juli.
 I 1973 inviterede Divisionsforeningen klubberne fra 3. division til at deltage. Det betød, at de danske mestre Vejle B, og 1. divisionsklubberne B 1903, Hvidovre IF, Frem og KB meldte afbud, da de mente, at klubberne fra 3. division var for svage som træningsmodstandere. Efter at turneringen var afviklet for anden gang i 1974 blev turneringen stoppet. 

Divisionsturneringen var tænkt som en Liga Cup-turnering efter engelsk forbillede. I 1980 blev ideen genoptaget med turneringen Carlsberg Cup.

I finalen blev der efter amerikansk forbillede spillet med Golden goal. Dvs. i tilfælde af uafgjort efter 90 minutter, så vandt det hold, der scorede først i den forlængede spilletid. I finalen i 1973 blev B 1909 dermed det første hold, som vandt en fodboldkamp i Danmark på denne måde.

## Finaler
| Sæson   | Vinder     | Finalist      | Resultat |
| ------- | ---------- | ------------- | -------- |
| 1972-73 | B 1909     | Næstved IF    | 3 - 2    |
| 1973-74 | Esbjerg fB | Randers Freja | 1 - 2    |

## Finale 1972/73
| 7. juni 1973 |

| B 1909                                                              | 3 - 2 (e.f.s.) | Næstved IF                            |
| ------------------------------------------------------------------- | -------------- | ------------------------------------- |
| Bjørn Andersen 42' · Jørgen Andersen 49' · Søren Steensen 110' (GG) |                | Kurt Ottosen 22' · Gert Clausen 87' · |

| Odense Stadion, Odense Tilskuere: 2.200 |

## Finale 1973/74
| 30. juli 1974 |

| Esbjerg FB                    | 1 - 2 | Randers Freja                           |
| ----------------------------- | ----- | --------------------------------------- |
| Hans Aage Nielsen 37' (strf.) |       | Knud Andersen 73' · Per Steenberg 87' · |

| Esbjerg Idrætspark, Esbjerg Tilskuere: 2.000 |